# Нижня Федоровка
Нижня Фе́доровка (рос. Нижняя Фёдоровка) — присілок у складі Молчановського району Томської області, Росія. Входить до складу Молчановського сільського поселення.

## Населення
Населення — 54 особи (2010; 99 у 2002).
Національний склад (станом на 2002 рік):
- росіяни — 76 %